# أنور أحمد (لاعب كريكت)
أنور أحمد (10 أكتوبر 1986 في الهند - ) هو لاعب كريكت هندي.

## وصلات خارجية
- أنور أحمد على موقع إي آس بي آن كريك إنفو (الإنجليزية)